# Persone di cognome Eriksson
| Questa pagina contiene informazioni ricavate automaticamente dalle voci biografiche con l'ausilio del template Bio e di un bot. L'aggiornamento è periodico e automatico e ricostruisce completamente la pagina. Se manca una persona in questa lista, sei pregato di non aggiungerla, ma accertati piuttosto che la sua voce biografica contenga il template Bio e che i dati anagrafici siano correttamente compilati. Se il template Bio manca, inseriscilo tu stesso o, in alternativa, metti l'avviso {{tmp\|Bio}} che ne segnala la mancanza. Se i dati riportati sono sbagliati, correggi direttamente la voce biografica; le modifiche saranno visibili in questa lista entro pochi giorni. Per chiarimenti vedi il progetto antroponimi. La lista contiene solo le 60 persone che sono citate nell'enciclopedia e per le quali è stato implementato correttamente il template Bio. Pagina aggiornata al 23 apr 2025. |

Questa è una lista di persone presenti nell'enciclopedia che hanno il cognome Eriksson, suddivise per attività principale.

## Allenatori di calcio(1)
- Sven-Göran Eriksson, allenatore di calcio e dirigente sportivo svedese (Sunne, n. 1948 - Sunne, † 2024)

## Arbitri di calcio(2)
- Jonas Eriksson, ex arbitro di calcio svedese (Luleå, n. 1974)
- Ulf Eriksson, ex arbitro di calcio svedese (Sollefteå, n. 1942)

## Architetti(1)
- Johan Axel Eriksson, architetto e inventore svedese (Österfärnebo, n. 1888 - Österfärnebo, † 1961)

## Biatleti(2)
- Christofer Eriksson, biatleta svedese (n. 1989)
- Tore Eriksson, biatleta svedese (n. 1937 - † 2017)

## Bobbisti(1)
- Carl-Erik Eriksson, bobbista svedese (Stoccolma, n. 1930 - Stenhamra, † 2023)

## Calciatori(16)
- Tobias Eriksson, ex calciatore svedese (Ljusdal, n. 1985)
- Adam Eriksson, ex calciatore svedese (Borås, n. 1990)
- Anders Eriksson, ex calciatore finlandese (Mariehamn, n. 1965)
- Andreas Eriksson, ex calciatore svedese (Stoccolma, n. 1981)
- Anton Eriksson, calciatore svedese (Umeå, n. 2000)
- Carljohan Eriksson, calciatore finlandese (Helsinki, n. 1995)
- Ivar Eriksson, calciatore svedese (Ovansjö, n. 1909 - Sandviken, † 1997)
- Jan Eriksson, ex calciatore svedese (Sundsvall, n. 1967)
- John Eriksson, calciatore e allenatore di calcio svedese (Stoccolma, n. 1929 - Stoccolma, † 2020)
- Lars Eriksson, ex calciatore svedese (Stoccolma, n. 1965)
- Lars Eriksson, calciatore svedese (Hofors, n. 1926 - Hofors, † 1994)
- Leif Eriksson, ex calciatore svedese (Köping, n. 1942)
- Magnus Eriksson, calciatore svedese (Solna, n. 1990)
- Sebastian Eriksson, ex calciatore svedese (Brålanda, n. 1989)
- Ulf Eriksson, ex calciatore svedese (n. 1958)
- Victor Eriksson, calciatore svedese (n. 2000)

## Calciatrici(1)
- Magdalena Eriksson, calciatrice svedese (Stoccolma, n. 1993)

## Cantanti(1)
- Anna Eriksson, cantante, compositrice e artista finlandese (Ihode, n. 1977)

## Cestisti(1)
- Marcus Eriksson, ex cestista svedese (Uppsala, n. 1993)

## Ciclisti su strada(2)
- Jacob Eriksson, ciclista su strada svedese (Gånghester, n. 1999)
- Lucas Eriksson, ciclista su strada svedese (Gånghester, n. 1996)

## Combinatisti nordici(1)
- Bengt Eriksson, combinatista nordico svedese (Malung, n. 1931 - Hudiksvall, † 2014)

## Fondiste(1)
- Anna-Lisa Eriksson, fondista svedese (Selånger, n. 1928 - Härnösand, † 2012)

## Fondisti(3)
- Gunnar Eriksson, fondista svedese (Mora, n. 1921 - Mora, † 1982)
- Thomas Eriksson, ex fondista svedese (Borlänge, n. 1959)
- Harald Eriksson, fondista svedese (Lycksele, n. 1921 - Umeå, † 2015)

## Giocatori di curling(1)
- Oskar Eriksson, giocatore di curling svedese (Karlstad, n. 1991)

## Giocatori di football americano(1)
- Mattias Eriksson, giocatore di football americano svedese

## Giocatrici di curling(1)
- Eva Lund, giocatrice di curling svedese (Stoccolma, n. 1971)

## Hockeisti su ghiaccio(2)
- Loui Eriksson, hockeista su ghiaccio svedese (Göteborg, n. 1985)
- Niklas Eriksson, ex hockeista su ghiaccio svedese (Västervik, n. 1969)

## Mezzofondisti(1)
- Henry Eriksson, mezzofondista svedese (Avesta, n. 1920 - Gävle, † 2000)

## Micologi(1)
- John Leonard Eriksson, micologo svedese (Hagfors, n. 1921 - Göteborg, † 1995)

## Nuotatori(1)
- Erik Eriksson, nuotatore svedese (Stoccolma, n. 1879 - Brooklyn, † 1940)

## Nuotatrici(2)
- Agneta Eriksson, ex nuotatrice svedese (n. 1965)
- Barbro Eriksson, ex nuotatrice svedese (Zurigo, n. 1943)

## Pallanuotisti(1)
- Folke Eriksson, pallanuotista svedese (Västerås, n. 1925 - Advance, † 2008)

## Piloti automobilistici(1)
- Joel Eriksson, pilota automobilistico svedese (n. 1998)

## Piloti di rally(1)
- Kenneth Eriksson, ex pilota di rally svedese (Äppelbo, n. 1956)

## Piloti motociclistici(1)
- Anders Eriksson, pilota motociclistico svedese (n. 1973)

## Politici(1)
- Jonas Eriksson, politico svedese (Lindesberg, n. 1967)

## Rapper(1)
- Ayo, rapper nigeriano (Nigeria, n. 1974)

## Sciatori alpini(1)
- Lars-Börje Eriksson, ex sciatore alpino svedese (Stoccolma, n. 1966)

## Scrittori(1)
- Kjell Eriksson, scrittore, politico e sindacalista svedese (Uppsala, n. 1953)

## Sollevatori(1)
- Einar Eriksson, sollevatore svedese (Ljusdal, n. 1921 - Enköping, † 2009)

## Sovrani(6)
- Björn at Haugi, sovrano norrena
- Björn III di Svezia, sovrano norrena (Gamla Uppsala)
- Canuto I di Svezia, re (n. 1150 - † 1196)
- Erik XI di Svezia, re svedese (n. 1216 - † 1250)
- Anund Uppsale, sovrano norrena
- Magnus IV di Svezia, re svedese (n. 1316 - Hordaland, † 1374)

## Tennisti(1)
- Stefan Eriksson, ex tennista svedese (Enköping, n. 1963)

## Tiratori a segno(1)
- Mauritz Eriksson, tiratore a segno svedese (Stoccolma, n. 1888 - Stoccolma, † 1947)